# Enrica Pavia
Enrica Pavia (Marsala, 8 febbraio 1989) è un'ex cestista italiana.
Playmaker di 176 cm, ha giocato in Serie A1 con Taranto, Umbertide e Pozzuoli e Broni

## Caratteristiche tecniche
Nasce come playmaker, ma con il tempo si adatta più al ruolo di guardia tiratrice; il suo punto di forza è la difesa.

## Carriera

### Nei club
Nel 2005-2006 esordisce in Serie A con la Pasta Ambra Taranto, con cui aveva sostenuto un provino due anni prima. Era la terza playmaker dietro Costalunga e Boaria.  L'anno successivo il coach Molino la porterà alla Phard Napoli dove vince lo scudetto e sarà in doppio tesseramento a Pozzuoli serie A2, stagione in cui vince la sua prima promozione nella massima serie.
Dopo diverse stagione in serie A2 Marghera, Reggio Emilia, Alcamo firma un Biennale con la Liomatic Umbertide guidata da Coach Lorenzo Serventi che milita in serie A1. Torna alla Pallacanestro Pozzuoli nel 2012-2013, dopo la promozione ottenuta con le campane quando aveva 17 anni.  In questa stagione in A1 riveste una responsabilità più importante e suo è il tiro che frutta la prima vittoria in stagione regolare alla GMA.
Nel 2013-2014 torna in A2 per vestire la maglia dell'Olympia Catania. Salta poi i play-off contro Vigarano per un grave infortunio al ginocchio. Nel 2014 viene acquistata dalla Pf93 Broni con cui nella stagione 2015-2016 conquista la sua seconda promozione in A1 al termine di una stagione memorabile da 37 vittorie su 37 e 0 sconfitte.

### In Nazionale
Pavia è stata convocata nella Nazionale under 18 la prima volta ed è ha partecipato con la Nazionale di Coach Ricchini all'Europeo U18 a Novisad in Serbia e con la Nazionale U 20 di coach Molino a Gdynia in Polonia. È stata convocata ad un raduno con la Nazionale Maggiore ma ha dovuto rifiutare a causa di un infortunio alla caviglia. Viene inoltre convocata con la Nazionale di basket 3vs3 nel 2014, per lo Streetball Italian Tour a Rimini, in vista delle qualificazioni agli Europei e ai Mondiali di categoria.

## Statistiche

### Presenze e punti nei club
Statistiche aggiornate al 30 giugno 2014
| Stagione        | Squadra              | Competizione | Partite | Partite | Partite | Statistiche tiro | Statistiche tiro | Statistiche tiro | Altre statistiche | Altre statistiche | Altre statistiche | Altre statistiche | Altre statistiche |
| Stagione        | Squadra              | Competizione | Pres.   | Titol.  | Minuti  | Tiri da 2        | Tiri da 3        | Liberi           | Rimb.             | Assist            | Rubate            | Stopp.            | Punti             |
| --------------- | -------------------- | ------------ | ------- | ------- | ------- | ---------------- | ---------------- | ---------------- | ----------------- | ----------------- | ----------------- | ----------------- | ----------------- |
| 2005-2006       | Pasta Ambra Taranto  | Serie A1     | 3       | 0       | 14      | 1/4              | 0/0              | 0/0              | 1                 | 0                 | 1                 | 0                 | 2                 |
| 2006-2007       | Italmoka Pozzuoli    | Serie A2     | 36      | 0       | 442     | 34/88            | 1/12             | 36/66            | 83                | 32                | 40                | 6                 | 107               |
| 2007-2008       | Memar Reggio Emilia  | Serie A2     | 31      | 5       | 664     | 57/146           | 5/23             | 80/118           | 111               | 32                | 48                | 0                 | 209               |
| 2008-2009       | Sernavimar Marghera  | Serie A2     | 32      | 10      | 697     | 52/132           | 6/38             | 84/119           | 97                | 31                | 56                | 5                 | 206               |
| 2009-2010       | Gea Magazzini Alcamo | Serie A2     | 24      | 11      | 630     | 28/72            | 7/38             | 36/56            | 81                | 9                 | 49                | 1                 | 115               |
| 2010-2011       | Liomatic Umbertide   | Serie A1     | 20      | 0       | 100     | 1/8              | 0/3              | 0/2              | 8                 | 3                 | 11                | 0                 | 2                 |
| 2011-2012       | Liomatic Umbertide   | Serie A1     | 16      | 0       | 107     | 4/12             | 1/9              | 1/4              | 9                 | 4                 | 7                 | 1                 | 12                |
| 2012-2013       | GMA Pall. Pozzuoli   | Serie A1     | 19      | 19      | 516     | 37/84            | 12/63            | 31/50            | 63                | 16                | 33                | 0                 | 141               |
| 2013-2014       | Olympia Catania      | Serie A2     | 20      | 18      | 656     | 51/118           | 29/82            | 50/67            | 93                | 19                | 38                | 1                 | 239               |
| Totale carriera |                      |              |         |         |         |                  |                  |                  |                   |                   |                   |                   |                   |

## Palmarès
- Campionato italiano di Serie A2: 1
Pall. Pozzuoli: 2006-2007; PF Broni 93: 2015-2016
- Coppa Italia di Serie A2: 1
PF Broni 93: 2015-2016
- coppa Lombardia serie A2 2015-2016: PF Broni 93